# اوپلیستسیخه
اوپْلیسْتْسیخِ (به گرجی: უფლისციხე) نام یکی از بزرگترین و قدیمی‌ترین شهرهای سنگی دنیاست. اوپلیس تسیخه شهری باستانی در گرجستان است که از تراشیده شدن صخره‌ها ایجاد شده و در ۱۰ کیلومتری شرق شهر گوری در استان شیدا کارتلی قرار گرفته‌است.
این شهر روی یک صخرهٔ بلند و درساحل غربی رودخانهٔ متکواری ساخته شده‌است. اوپلیس تسیخه ساختارهای مختلفی را – از اوایل عصر آهن تا اواخر قرون وسطا – شامل می‌شود. همچنین ترکیب غیرمعمول سبک‌های مختلف از صخره تراشی آناتولی و فلات ایران و نیز همزیستی معماری مسیحی و غیر مسیحی، این شهر را از دیگر شهرهای سنگی دنیا متمایز می‌سازد.

## تاریخ
باستان شناسان اوپلیس تسیخه را به عنوان یکی از قدیمی‌ترین شهرهای گرجستان معرفی می‌کنند. از لحاظ استراتژیک این شهر در مرکز قلمرو باستانی کارتلی قرار گرفته‌است و به عنوان مرکز مهم سیاسی – مذهبی کشور تلقی می‌شده‌است. قدمت و اهمیت این شهر در نوشته‌های مربوط به قرون وسطی در گرجستان ذکر شده‌است و نیز پیدایش آن را به اوپْلُسْ نوهٔ کارْتْلُسْ نسبت می‌دهند.
در اوایل قرن چهارم میلادی، با رسمیت یافتن دین مسیحیت در گرجستان اهمیت این شهر افول پیدا می‌کند و موقعیت خود را نسبت به مرکز جدید فرهنگ مسیحیت (یعنی متسختا و بعداً تفلیس) از دست می‌دهد. پس از فتح تفلیس به دست مسلمانان در قرن‌های هشتم و نهم میلادی، این شهر به عنوان پایگاه نظامی مجدداً مورد توجه قرار گرفت و سرانجام در قرن چهاردهم میلادی، تاخت و تاز مغول‌ها سرنوشت شهر را تحت تأثیر قرار داد و عملاً شهر متروکه شد و فقط گهگاهی، هنگام تجاوز بیگانگان، این شهر به عنوان پناهگاه موقت مورد استفاده قرار می‌گرفت.

## معماری
شهر اوپلیس تسیخه به سه بخش شمالی، جنوبی و مرکزی تقسیم می‌شود که منطقه‌ای با وسعت تقریبی ۸ هکتار را در بر می‌گیرد. بخش میانی وسیع تر است و قسمت عمدهٔ ساختارهای صخره تراشی این شهر را در خود جای داده‌است و از طریق یک گذرگاه و یک تونل به بخش جنوبی متصل می‌شود. گذرگاه‌ها و گاهی پلکان‌ها از طریق خیابان اصلی به ساختارهای مختلف انشعاب پیدا می‌کنند.
اکثر غارها، فاقد تزئینات هستند. هرچند در برخی از ساختارهای بزرگتر، سقف طاق مانند تونل‌ها به شکل کندهٔ درخت با سنگ‌های تراشیده تزئین شده‌اند. همچنین برخی از ساختارهای بزرگ در پشت یا کناره‌های دیوار طاقچه‌هایی دارند که احتمالاً به منظور اهداف تشریفاتی از آن‌ها استفاده می‌کرده‌اند. در رأس این مجتمع یک بنای سنگی با سبک معماری خاص مربوط به قرن‌های نهم و دهم میلادی وجود دارد. در حفاری‌های باستان‌شناسی، اشیائ متعدد دست‌ساز مربوط به دوره‌های مختلف، شامل جواهرات، طلا، نقره و برنز و نمونه‌هایی از سرامیک سازی و مجسمه‌سازی کشف شده‌است. هم‌اکنون این دست‌سازها در موزهٔ ملی تفلیس نگهداری می‌شوند.
چندین بخش از مناطق آسیب‌پذیر این شهر، به‌طور کامل در زلزلهٔ ۱۹۲۰ گرجستان ویران شده‌اند. حفظ و بقای این اثر تاریخی هنوز مورد تهدید قرار دارد و به همین منظور صندوق میراث فرهنگی گرجستان (طی پروژه‌ای مشترک بانک جهانی و دولت گرجستان) جهت راه‌اندازی یک برنامهٔ محدود برای حفظ و نگهداری این اثر در سال ۲۰۰۰ پافشاری کرد.
شهر اوپلیس تسیخه از سال ۲۰۰۷ میلادی در فهرست میراث جهانی یونسکو گنجانده شده‌است.

## نقشه

نقشهٔ شهر سنگی اوپلیستسیخه